# Eleição municipal de Petrolina em 1982
As eleição municipal de Petrolina em 1982 aconteceram em 15 de novembro do mesmo ano, em turno único, para escolhe o prefeito, vice-prefeitos e vereadores  que administrariam a cidade a partir de 1º de fevereiro de 1983 e cujos sucessores seriam eleitos na Eleição municipal de Petrolina em 1988. Foi a última eleição realizada sob a égide do Ditadura Militar de 1964 e a única realizada no governo João Figueiredo no mesmo dia em que foram realizadas eleições diretas para governador e para o Congresso Nacional.
O então prefeito Diniz Cavalcanti foi beneficiado pelo Pacote de Abril que prorrogou os mandatos e transferindo a eleição para  1982.

## Candidatos a Prefeito de Petrolina
|  | Candidatos a Prefeito    | Candidatos a Vice-Prefeito | Partido |
|  | ------------------------ | -------------------------- | ------- |
|  | Augusto de Souza Coelho  | Simão Amorim Durando       | PDS     |
|  | Joaquim Florêncio Coelho |                            | MDB     |

## Resultados

### Prefeitos
| Candidato                | Candidato Vice         | 1º Turno 15 de novembro de 1982 | 1º Turno 15 de novembro de 1982 |
| Candidato                | Candidato Vice         | Votação                         | Votação                         |
| Candidato                | Candidato Vice         | Total                           | Porcentagem                     |
| ------------------------ | ---------------------- | ------------------------------- | ------------------------------- |
| Augusto de Souza Coelho￼ | Simão Amorim Durando   | 19.642                          | 65,34%                          |
| Joaquim Florêncio Coelho |                        | 10.418                          | 34,65%                          |
| Total de votos válidos   | Total de votos válidos | 30.060                          | 100%                            |
| Votos apurados           |                        |                                 |                                 |
| Votos Válidos            | Votos Válidos          | 30.060                          | 91.7%                           |
| Votos Brancos            | Votos Brancos          | 1.803                           | 5.5%                            |
| Votos Nulos              | Votos Nulos            | 921                             | 2.8%                            |
| Total votos Apurados     | Total votos Apurados   | 32.784                          | 100%                            |
| Comparecimento           | Comparecimento         | 32.784                          | 80.6%                           |
| Abstenção                | Abstenção              | 7.873                           | 19.4%                           |
| Total de eleitores       | Total de eleitores     | 40.657                          | 100%                            |
| Eleito(a)                |                        |                                 |                                 |

| Partido | Partido | Candidato         | Votos  | Votos (%) |
| ------- | ------- | ----------------- | ------ | --------- |
|         | PDS     | Augusto Coelho    | 19 642 | 65,34%    |
|         | MDB     | Joaquim Florêncio | 10 418 | 34,66%    |
| Totais  | Totais  | Totais            | 30 060 |           |

### Vereadores
|    | Vereadores Eleitos           |
| -- | ---------------------------- |
| 1  | Juarez Coelho de Amorim      |
| 2  | José Nivaldo de Vasconcelos  |
| 3  | Mario Pereira Lima           |
| 4  | Eurico de Sá Cavalcante      |
| 5  | Francisco de Alencar Lima    |
| 6  | Geraldo Teixeira Coelho      |
| 7  | José Olimpio Rodirgues       |
| 8  | Miguel Antonio de Amorim     |
| 9  | Maria Laura de Araújo Falcão |
| 10 | Rui Amorim                   |
| 11 | Ranilson Brandão Ramos       |